# Alto Patronato de Exploradores de Minas de Riotinto

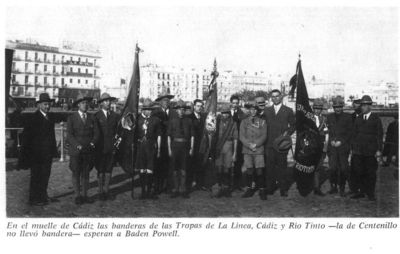
En el muelle de Cádiz, las banderas de las Tropas de la Línea, Cádiz y Riotinto esperan a Baden Powell.

El Alto Patronato de Exploradores en Minas de Riotinto fue la primera iniciativa escultista en Huelva, la versión local de los boy scouts de Robert Baden-Powell. Fue una iniciativa escultista fundada por el ingeniero Frank Timmis de la Rio Tinto Company Limited en la década de los años 20 que dio origen a la creación del Alto Patronato de Exploradores de Minas de Rio Tinto en 1924, con un éxito de participantes y número de tropas existentes.

## Historia
En la revista El Explorador de los Exploradores de España de junio de 1923, aparece un artículo informando que bajo el patrocinio de la Compañía minera se ha procedido a la fundación de una tropa de exploradores con un núcleo de unos 600 a 900 muchachos y que comenzaría a funcionar en septiembre de ese año, dato también recogido por la prensa de la época. En ese primer núcleo fundador, se crearon 6 agrupaciones, estando pendiente la creación de otros grupos en otras zonas de la mina.
Walter Browning y James Baird colaboraron con Frank Timmis en la implantación entre los escolares, ya que el Alto Patronato de Exploradores dependía del Departamento de Escuelas de la Riotinto Company Limited (RTCL). El departamento, bajo la dirección del profesor D. Enrique Ramírez Martínez, contaba con diversos maestros, como Juan Bonaño Portones, Orencio Rivas Trabajo, Manuel Sobrino Santamaría, José Calderon, José Gallardo Díaz, José Carrasco Gallego y Manuel Carmona, así como los empleados de la RTCL, José Márquez Miyares, Manuel Tejero Antúnez, Moisés Martín Martínez y José María Guijarro, que fueron los primeros Jefes de Tropas y Patrullas, lo que indica una participación considerable de entre 600 y 900 exploradores. Originalmente, las oficinas del patronato estaban en la Casa de los Frailes hasta que en 1930 es destruida por orden de Sir Auckland Geddes.
La "Compañía" financió desde el inicio la adquisición de uniformes, materiales y desplazamientos, costeados a través del Departamento Agencia de Trabajo y Registro de Personal, dirigido por el británico James Baird, también Tesorero del Alto Patronato de Exploradores. La financiación abarcaba actividades de todas las tropas existentes en los distintos núcleos de población, incluyendo barriadas como El Valle, Alto de la Mesa, la Atalaya, la Dehesa, Río-Tinto Estación y la Nava en el pueblo cercano de Nerva.